# Slovenija na Poletnih olimpijskih igrah 2020
Slovenija na Poletih olimpijskih igrah 2020 v Tokiu. To je osmi nastop na poletih olimpijskih igrah za Slovenijo, ki jo je zastopalo 54 športnikov. Osvojila je tri zlate ter po eno srebrno in bronasto medaljo. Na otvoritveni slovesnosti sta bila zastavonoše Bojan Tokić in  Eva Terčelj, na zaključni slovesnosti pa Janja Garnbret.

## Dobitniki medalj
| Medalja | Športnik        | Šport            | disciplina           | datum     |
| ------- | --------------- | ---------------- | -------------------- | --------- |
| Bron    | Tadej Pogačar   | Kolesarstvo      | moška cestna dirka   | 24. julij |
| Zlata   | Benjamin Savšek | Kajak kanu       | kanu na divjih vodah | 26. julij |
| Srebrna | Tina Trstenjak  | Judo             | Ž, do 63 kg          | 27. julij |
| Zlata   | Primož Roglič   | Kolesarstvo      | Kronometer           | 28. julij |
| Zlata   | Janja Garnbret  | športno plezanje | Kombinacija          | 6. avgust |

## Udeleženci po športu

### Atletika
- Maja Mihalinec Zidar
- Tina Šutej
- Maruša Mišmaš Zrimšek
- Kristjan Čeh
- Luka Janežič
- Klara Lukan
- Anita Horvat

### Gimnastika
- Jekaterina Vedenejeva

### Golf
- Pia Babnik

### Jadranje
- Tina Mrak
- Veronika Macarol
- Žan Luka Zelko

### Judo
- Maruša Štangar
- Kaja Kajzer
- Tina Trstenjak
- Ana Velenšek
- Adrian Gomboc

### Kajak-kanu
- Peter Kauzer
- Benjamin Savšek
- Alja Kozorog
- Eva Terčelj
- Špela Ponomarenko Janić
- Anja Osterman

### Kolesarstvo
- Tadej Pogačar
- Primož Roglič
- Jan Polanc
- Jan Tratnik
- Eugenia Bujak
- Tanja Žakelj

### Košarka
- Luka Dončić
- Klemen Prepelič
- Gregor Horvat
- Žiga Dimec
- Jaka Blažič
- Luka Rupnik
- Aleksej Nikolić
- Zoran Dragić
- Vlatko Čančar
- Jakob Čebašek
- Mike Tobey
- Edo Murić

### Lokostrelstvo
- Žiga Ravnikar

### Namizni tenis
- Darko Jorgić
- Bojan Tokić
- Deni Kožul
- Peter Hribar

### Plavanje
- Katja Fain
- Janja Šegel
- Martin Bau
- Špela Perše

### Plezanje
- Janja Garnbret
- Mia Krampl

### Streljanje
- Živa Dvoršak

### Tekvondo
- Ivan Trajković